# Cyperus chersinus
Cyperus chersinus är en halvgräsart som först beskrevs av Nicholas Edward Brown, och fick sitt nu gällande namn av Georg Kükenthal. Cyperus chersinus ingår i släktet papyrusar, och familjen halvgräs. Inga underarter finns listade i Catalogue of Life.